# Agapios Salomon Naoum
Agapios Salomon Naoum BS (* 1. August 1882 in Wadi Ed Deir, Libanon; † 1. Mai 1967) war Erzbischof von Tyros der Melkitischen Griechisch-Katholischen Kirche im Libanon.

## Leben
Er empfing am 8. September 1907 die Priesterweihe als Ordenspriester der Melkitischen Basilianer vom Heiligsten Erlöser. Am 3. November 1933 wurde er zum Nachfolger von Erzbischof Maximos IV. Sayegh ernannt und am 3. Dezember 1933 spendete ihm Patriarch Kyrillos IX. Moghabghab die Bischofsweihe. Unter gleichzeitiger Ernennung zum Titularerzbischof von Tarsus dei Greco-Melkiti wurde er ab dem 15. Oktober 1965 emeritiert und war bis zu seinem Tod am 1. Mai 1967 Alterzbischof von Tyros. Sein Nachfolger wurde Erzbischof Georges Haddad.